# Dragan Pantelić
Dragan Pantelić (9. prosince 1950 Lešnica – 20. října 2021 Niš) byl jugoslávský fotbalový brankář srbské národnosti. Zemřel 20. října 2021 ve věku 69 let na covid-19.

## Fotbalová kariéra
Chytal v jugoslávské lize za FK Radnički Niš a ve francouzské lize za FC Girondins de Bordeaux. V Poháru UEFA nastoupil v 10 utkáních a dal 2 góly. Byl členem jugoslávské reprezentace na Mistrovství světa ve fotbale 1982, nastoupil ve všech 3 utkáních. Celkem za reprezentaci Jugoslávie nastoupil v letech 1979–1984 v 19 utkáních a dal 2 góly. Byl členem jugoslávské reprezentace na LOH 1980 v Moskvě, nastoupil ve 4 utkáních.

## Ligová bilance
| Ročník                                 | Zápasy | Góly | Klub                     |
| -------------------------------------- | ------ | ---- | ------------------------ |
| Jugoslávská Prva liga 1971/72          | 19     | 0    | FK Radnički Niš          |
| Jugoslávská Prva liga 1972/73          | 29     | 0    | FK Radnički Niš          |
| Jugoslávská Prva liga 1973/74          | 31     | 0    | FK Radnički Niš          |
| Jugoslávská Prva liga 1974/75          | 33     | 0    | FK Radnički Niš          |
| Jugoslávská Prva liga 1975/76          | 34     | 0    | FK Radnički Niš          |
| Jugoslávská Prva liga 1976/77          | 24     | 0    | FK Radnički Niš          |
| Jugoslávská Prva liga 1977/78          | 0      | 0    | FK Radnički Niš          |
| Jugoslávská Prva liga 1978/79          | 26     | 1    | FK Radnički Niš          |
| Jugoslávská Prva liga 1979/80          | 33     | 0    | FK Radnički Niš          |
| Jugoslávská Prva liga 1980/81          | 32     | 7    | FK Radnički Niš          |
| Ligue 1 1981/82                        | 32     | 2    | FC Girondins de Bordeaux |
| Ligue 1 1982/83                        | 4      | 0    | FC Girondins de Bordeaux |
| Druga savezna liga Jugoslavije 1983/84 | 5      | 0    | FK Timok Zaječar         |
| Jugoslávská Prva liga 1984/85          | 12     | 1    | FK Radnički Niš          |
| CELKEM 1. jugoslávská liga             | 273    | 9    |                          |
| CELKEM Ligue 1                         | 36     | 2    |                          |

## Politická kariéra
Byl členem Strany srbské jednoty Željka Ražnatoviće-Arkana. V letech 2000–2004 byl poslancem srbského parlamentu.